# Wachagga
De Wachagga zijn een bantoevolk in Tanzania. Andere benamingen voor het volk zijn Wachaga, Chaga, Chagga, Jagga, Dschagga, Waschagga of Mochi. Een afzonderlijk lid van het volk wordt een Mchagga genoemd.

## Verspreiding
Traditioneel leven de Wachagga ten zuiden en oosten van de Kilimanjaro en op de hellingen van Mount Meru, twee bergen in de regio Kilimanjaro. Een groot aantal woont in de regiohoofdstad Moshi. In de loop der tijd hebben een aantal Wachagga zich elders in Tanzania of in Kenia gevestigd.

## Taal
De Wachagga spreken Kichagga, een verzameling dialecten van Bantoetalen waarvan een aantal veel gemeen hebben met het Kamba, de taal van het gelijknamige volk in Kenia.

## Maatschappij
De Wachagga behoorden tot de eerste stammen in Oost-Afrika waar de christelijke zendelingen succes boekten. Door hun westers onderwijs kregen zij een voorsprong op andere Tanzaniaanse volken op het gebied van politiek, wetenschap en economie. De huidige Wachagga hebben hierdoor het hoogste aandeel in de politiek en het onderwijs van Tanzania.
De Wachagga gebruiken de vegetatie op en rond Mount Meru en de Kilimanjaro voor timmer- en brandhout, voedsel en medicijnen. Op de vruchtbare berghellingen en omliggende vlaktes worden gewassen geteeld voor eigen gebruik en voor de export. Dit zijn met name bananen en koffie, maar ook mais, bonen, zonnebloemen, avocado's en eucalyptusbomen. Traditioneel heeft elk Wachagga-gezin een klein erf met twee of drie rieten hutjes en een graanschuurtje. Veel Wachagga wonen tegenwoordig echter in moderne huizen.

## Geschiedenis
De Wachagga stammen van diverse Bantoevolken af, die tussen de elfde en vijftiende eeuw naar de hellingen van de Kilimanjaro trokken. Deze Bantoevolken bezaten veel kennis van de landbouw, de eerste Wachagga zagen in de hellingen van deze bergen een ideale plaats om bananen te telen. Met name in het begin van de 19e eeuw namen de Wachagga een groot aantal gebruiken en handvaardige technieken van de reeds aanwezige volken over. Daarnaast ontwikkelden zij geavanceerde landbouwtechnieken, zoals terrasbouw en irrigatiesystemen.

### 19e eeuw

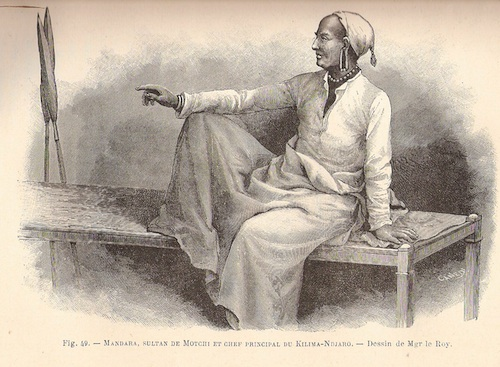
Mandara, de beruchte hoofdman van Moshi

In de negentiende eeuw vormden ze een groot aantal kleine autonome groepen onder leiding van  stamhoofden. De Wachagga voerden handel met elkaar, met omliggende volken als de Kamba, de Pare en de Masai, en met de Arabieren die met hun karavanen de berg aandeden.
De eerste Europeaan die de Kilimanjaro aanschouwde was waarschijnlijk de Duitse missionaris Johannes Rebmann in 1848. Hij reisde naar de berg om er tot de Wachagga te prediken en bezocht ze een aantal maal. In 1849 bezocht ook de met Rebmann bevriende missionaris Johann Ludwig Krapf de Wachagga. De Britse missionaris Charles New predikte tot de Wachagga in 1871 en ook hij werd door hen welwillend ontvangen. New was fel tegen slavernij gekeerd, daarom stelden de Arabieren hem in een kwaad daglicht bij Mandara, de Wachagga-hoofdman te Moshi. Toen New een tweede maal naar de Kilimanjaro terugkeerde in december 1874 werd hij door de bevolking beroofd van vrijwel al zijn bezittingen.
De Wachagga op de Kilimanjaro werden met rust gelaten totdat de ontdekkingsreiziger Gustav Fischer de Kilimanjaro in 1883 bezocht en in een rapport meldde dat de omgeving weer veilig was. De relatie met de Europeanen was aanzienlijk verbeterd, mede door bondgenootschappen met het Duitse koloniale leger.

### 20e eeuw
Aan het begin van de 20e eeuw stichtten arbeiders van het Deutsch-Ostafrikanische Gesellschaft tal van plantages op de Kilimanjaro, waardoor Europese invloeden een grote stempel drukten op de samenleving van de Wachagga. Katholieke en lutheraanse missionarissen bezochten de Wachagga-nederzettingen en bekeerden in de loop van de tijd een groot deel van het volk.